# 鄧福德山
80°58′S 158°15′E / 80.967°S 158.250°E
鄧福德山（英語：Mount Durnford）是南極洲的山峰，位於奧次地，屬於邱吉爾山脈的一部分，海拔高度2,715米，由英國探險隊發現和命名，現時由南極條約體系管理。